# Julius Houseman

Julius Houseman

Julius Houseman (* 8. Dezember 1832 bei Bamberg, Bayern; † 8. Februar 1891 in Grand Rapids, Michigan) war ein US-amerikanischer Politiker. Zwischen 1883 und 1885 vertrat er den Bundesstaat Michigan im US-Repräsentantenhaus.

## Werdegang
Julius Houseman besuchte die öffentlichen Schulen in seiner bayerischen Heimat einschließlich einer Handelsschule in München. Im Revolutionsjahr 1848 wanderte er in die Vereinigten Staaten aus. Nach einigen Zwischenaufenthalten kam er im Jahr 1852 nach Grand Rapids in Michigan. Dort wurde er zunächst im Kleiderhandel tätig. Bis 1876 war er Eigentümer einer gut gehenden Firma, die in New York, Baltimore und Savannah Filialen unterhielt. Im Jahr 1876 verkaufte er die Firma an seinen Cousin, der vorher sein Partner war. Houseman war auch in der Holzbranche tätig und besaß viele Immobilien sowie einen großen Privatgrundbesitz. Bei seinem Tod wurde sein Vermögen auf eine Million Dollar geschätzt, was in dieser Zeit viel mehr wert war als heute. Gleichzeitig schlug er als Mitglied der Demokratischen Partei eine politische Laufbahn ein.
Zwischen 1861 und 1870 saß Houseman im Stadtrat von Grand Rapids. In den Jahren 1871 und 1872 war er Abgeordneter im Repräsentantenhaus von Michigan; von 1873 bis 1875 amtierte er als Bürgermeister von Grand Rapids. Im Jahr 1876 kandidierte er erfolglos für das Amt des Vizegouverneurs von Michigan. Bei den Kongresswahlen des Jahres 1882 wurde er im fünften Wahlbezirk von Michigan in das US-Repräsentantenhaus in Washington, D.C. gewählt, wo er am 4. März 1883 die Nachfolge von George W. Webber antrat. Da er im Jahr 1884 auf eine erneute Kandidatur verzichtete, konnte er bis zum 3. März 1885 nur eine Legislaturperiode im Kongress absolvieren.
Nach seinem Ausscheiden aus dem US-Repräsentantenhaus widmete sich Houseman wieder seinen privaten Geschäften. Er starb am 8. Februar 1891 in Grand Rapids.